# Ihar Brykun
Ihar Siarhiejewicz Brykun (błr. Ігар Сяргеевіч Брыкун, ros. Игорь Сергееви Брикун – Igor Siergiejewicz Brikun; ur. 9 czerwca 1986 w Nowopołocku) – białoruski hokeista, reprezentant Białorusi.
Jego brat Kirył (ur. 1990) także został hokeistą.

## Kariera klubowa
- Junior Mińsk (2004-2005)
- HK Homel 2 (2005-2008, 2010-2011)
- HK Homel (2005-2011)
- HK Nioman Grodno (2011-2014)
- Saryarka Karaganda (2014)
- HK Homel (2014-2018)
- Junost' Mińsk (2018-2020)
- Podhale Nowy Targ (2020-2021)
- HK Szachcior Soligorsk (2021-)

Występował w białoruskiej ekstralidze. Od czerwca 2014 zawodnik kazachskiego klubu Saryarka Karaganda w rosyjskiej lidze. W październiku 2014 przetransferowany do Homla. Pod koniec lutego 2018 został zawodnikiem Junosti Mińsk. W czerwcu 2020 odszedł z klubu. Na początku grudnia ogłoszono jego transfer do Podhala Nowy Targ. W maju 2021 został zawodnikiem Szachciora Soligorsk.

## Kariera reprezentacyjna
Występował w kadrach juniorskich kraju na turniejach mistrzostw świata do lat 18 w 2004 (Elita), do lat 20 w 2006 (Dywizja I). W kadrze seniorskiej uczestniczył w turniejach mistrzostw świata w 2009, 2015 (Elita).

## Sukcesy
Reprezentacyjne
- Awans do Elity MŚ Dywizji IA do lat 20: 2006

Klubowe
- Srebrny medal mistrzostw Białorusi: 2009 z HK Homel, 2011, 2012 z Niomanem Grodno
- Brązowy medal mistrzostw Białorusi: 2015, 2016, 2017 z HK Homel
- Puchar Białorusi: 2007, 2012 z HK Homel, 2014 z Niomanem Grodno
- Złoty medal mistrzostw Białorusi: 2013, 2014 z Niomanem Grodno, 2019, 2020 z Junostią Mińsk

Indywidualne
- Ekstraliga białoruska 2008/2009:
  - Pierwsze miejsce w klasyfikacji skuteczności interwencji: 93%
  - Najlepszy bramkarz sezonu
- Ekstraliga białoruska w hokeju na lodzie (2015/2016):
  - Pierwsze miejsce w klasyfikacji średniej goli straconych na mecz w sezonie zasadniczym: 1,48[8]
  - Pierwsze miejsce w klasyfikacji skuteczności interwencji w sezonie zasadniczym: 93,3%[9]
  - Czwarte miejsce w klasyfikacji średniej goli straconych na mecz w fazie play-off: 1,72[10]
  - Czwarte miejsce w klasyfikacji skuteczności interwencji w fazie play-off: 92,3%[11]
- Ekstraliga białoruska w hokeju na lodzie (2016/2017):
  - Drugie miejsce w klasyfikacji skuteczności interwencji w sezonie zasadniczym: 93,3%[12]
  - Trzecie miejsce w klasyfikacji średniej goli straconych na mecz w sezonie zasadniczym: 1,76[13]
  - Drugie miejsce w klasyfikacji średniej goli straconych na mecz w fazie play-off: 1,48[14]
  - Trzecie miejsce w klasyfikacji skuteczności interwencji w fazie play-off: 93,2%[15]
- Ekstraliga białoruska w hokeju na lodzie (2017/2018):
  - Piąte miejsce w klasyfikacji skuteczności interwencji w fazie play-off: 92,2%[16]
  - Piąte miejsce w klasyfikacji średniej goli straconych na mecz w fazie play-off: 2,32[17]
- Ekstraliga białoruska w hokeju na lodzie (2018/2019):
  - Pierwsze miejsce w klasyfikacji średniej goli straconych na mecz w sezonie zasadniczym: 1,36[18]
  - Drugie miejsce w klasyfikacji skuteczności interwencji w sezonie zasadniczym: 93,8[19]
  - Trzecie miejsce w klasyfikacji średniej goli straconych na mecz w fazie play-off: 1,29[20]
  - Trzecie miejsce w klasyfikacji skuteczności interwencji w fazie play-off: 95,0[21]
  - Najlepszy bramkarz sezonu[22]
- Ekstraliga białoruska w hokeju na lodzie (2019/2020):
  - Pierwsze miejsce w klasyfikacji średniej goli straconych na mecz w sezonie zasadniczym: 1,51[23]
  - Pierwsze miejsce w klasyfikacji średniej goli straconych na mecz w fazie play-off: 1,37[24]